# 門叶宗雄
門叶 宗雄（とが むねお、1906年5月8日 - 1969年12月4日）は、日本の内務・防衛官僚。官選最後の島根県知事、警視総監、防衛事務次官。旧姓・川村。

## 経歴
秋田市出身。川村宗治の二男として生まれ、母方の門叶家を継承した。奉天中学校、弘前高等学校 (旧制)を経て、1930年3月、東京帝国大学法学部法律学科を卒業。1929年10月、高等試験行政科試験に合格。1930年5月、内務省に入り京都府警部補として警察部警務課に配属された。
1932年1月、京都府警察部特別高等警察課に勤務。以後、京都府属・内務部地方課勤務、佐賀県警察部特別高等警察課長、静岡県警察部刑事課長、内務事務官・警保局勤務、内閣情報部情報官、情報局第四部第一課勤務、内務大臣秘書官兼内務事務官、警保局警務官、山梨県書記官・警察部長、茨城県部長・経済部長、同県部長・警察部長、内務省警保局警務課長、同経済保安課長などを歴任し、終戦を迎えた。
1945年10月、内務省国土局河川課長に就任。内務大臣秘書官兼大臣官房人事課長を経て、1946年6月、官選最後の島根県知事に就任。1947年6月、警視総監に転じ、同年10月まで在任。同年同月から1950年10月まで公職追放となった。
1954年7月、防衛庁長官官房長に就任。1960年11月、防衛事務次官となり、1963年8月まで在任した。
1969年12月4日死去。享年63。